# Socorro (Lisbonne)
Pour les articles homonymes, voir Socorro.
Socorro est une freguesia de Lisbonne.